# Novoselîțea, Teceu
Novoselîțea (în ucraineană Новоселиця) este localitatea de reședință a comunei Novoselîțea din raionul Teceu, regiunea Transcarpatia, Ucraina.

## Demografie
Componența lingvistică a localității Novoselîțea
     Ucraineană (99,58%)
     Alte limbi (0,41%)
Conform recensământului din 2001, majoritatea populației localității Novoselîțea era vorbitoare de ucraineană (99,58%), existând în minoritate și vorbitori de alte limbi.